# 稅務中心
稅務中心（英語：Inland Revenue Centre），是香港特区政府税務局的專用辦公大樓，位處香港九龍啟德協調道5號，大樓佔地面積9,832平方米，樓高17層，提供總樓面面積提供約45,570平方米的辦公地方。它位於工業貿易大樓旁，鄰近新蒲崗和啟德站，是啟德發展區其中一座辦公大樓。

## 歷史
灣仔稅務大樓為一座政府聯用辦公大樓，不少政府政策局和部門在大樓內設有辦公室。為配合灣仔政府綜合辦公大樓的重置計劃，稅務局位於稅務大樓內的辦公室將遷往啟德發展區，以便騰出作為港島區的商廈地皮。稅務局指計劃在2016年年中開始進行前期工程及預審投標資格招標，預計2018年初可向立法會財務委員會申請35億撥款，在啟德興建新的部門專用樓宇。立法會於2018年4月通過36億撥款，建築工程隨後於2018年下半年展開。
新的部門專用樓宇將命名為「稅務中心」，位於太子道東，旁為工業貿易大樓。用地面積約9900平方米，樓高19層連一層地庫，可提供約4.5萬平方米的樓面面積，包括負責評稅及收稅的科別，並會提供稅務有關的前線服務。
啟德稅務中心於2022年12月19日落成啟用，取代灣仔北原有的稅務大樓，而稅務局自該日起將辦事處陸續由灣仔遷至啟德。稅務中心於2023年3月30日舉行開幕典禮，並由財政司司長陳茂波、財經事務及庫務局局長許正宇及常任秘書長（庫務）朱曼鈴、建築署署長謝昌和、署理稅務局局長梁建華主持。整個搬遷於2023年5月15日完成。

## 樓層分布
- 17樓：局長辦公室、局長直轄科 - 上訴組、國際及稅務發展科 - 税收協定組
- 16樓-17樓：第四科 - 實地審核及調查
- 15樓：局長直轄科 - 投訴組、慈善捐款組、部門行政處 - 會計組、總務組
- 13樓-15樓：第一科 - 利得税 - 法團組及合夥組
- 12樓：第二科 - 個別人士評税 - 評税組G、H、K及L組
- 11樓：第二科 - 個別人士評税 - 評税組E、F、M及N組
- 10樓：第二科 - 個別人士評税 - 計劃及管理支援組、特別職務組、部門行政處 - 人事組、演講廳及課室、培訓組
- 9樓：第二科 - 個別人士評税 - 評税組A-D組
- 8樓：總務科 - 資訊科技組
- 7樓：總務科 - 物業稅組、文件處理中心
- 6樓：總務科 - 文件處理中心
- 5樓：總務科 - 文件處理中心、資訊科技組、部門行政處（物料供應組）
- 4樓：第三科 - 追討欠税組
- 3樓：第三科 - 稅務督察組、退税組、儲税券組、遺產税署
- 2樓：商業登記署
- 1樓：印花税署、中央電話查詢處
- 地下：信件及表格收發櫃位、中央詢問處
- 地庫：機房

## 大樓圖集

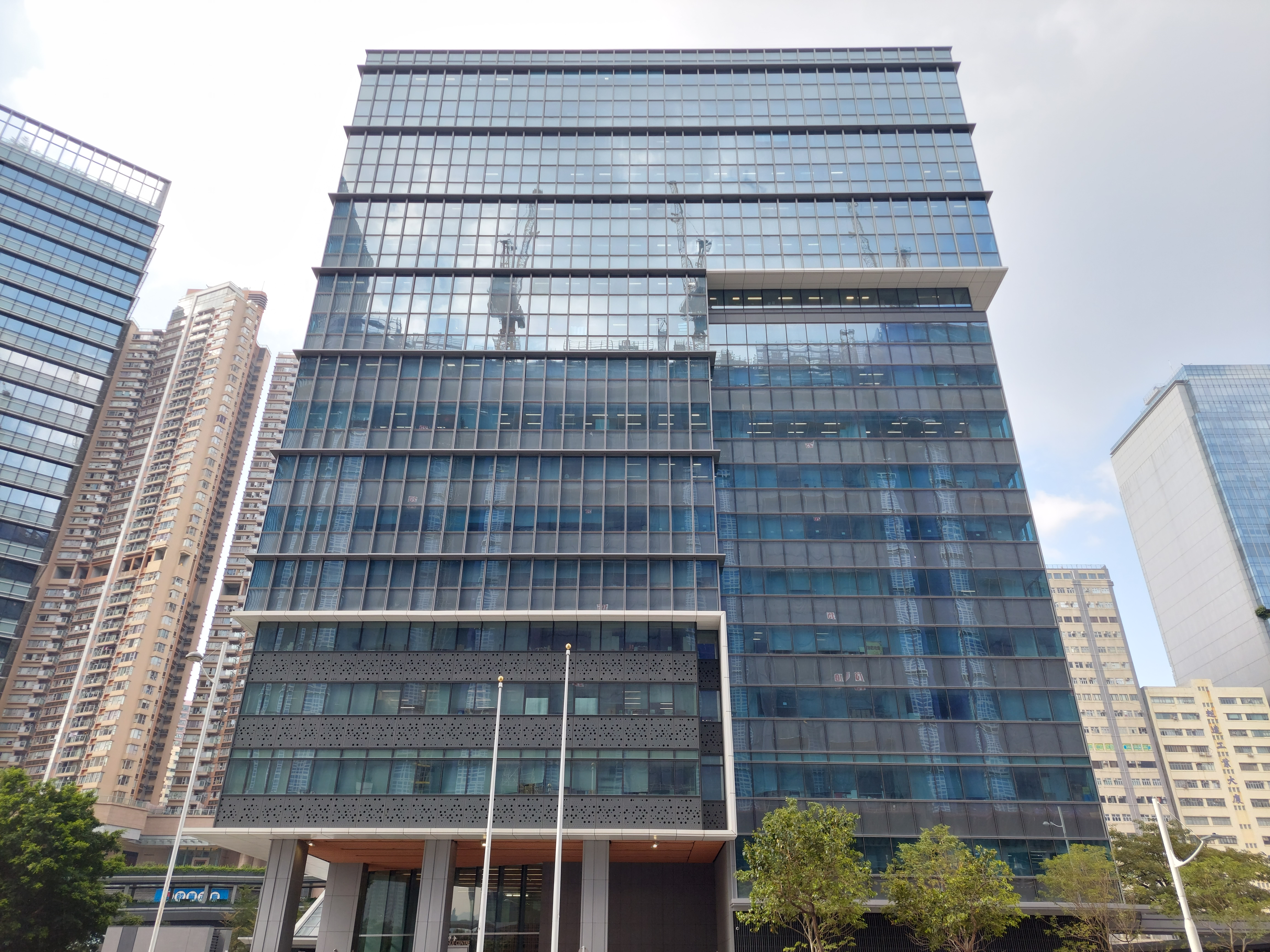
大樓南面
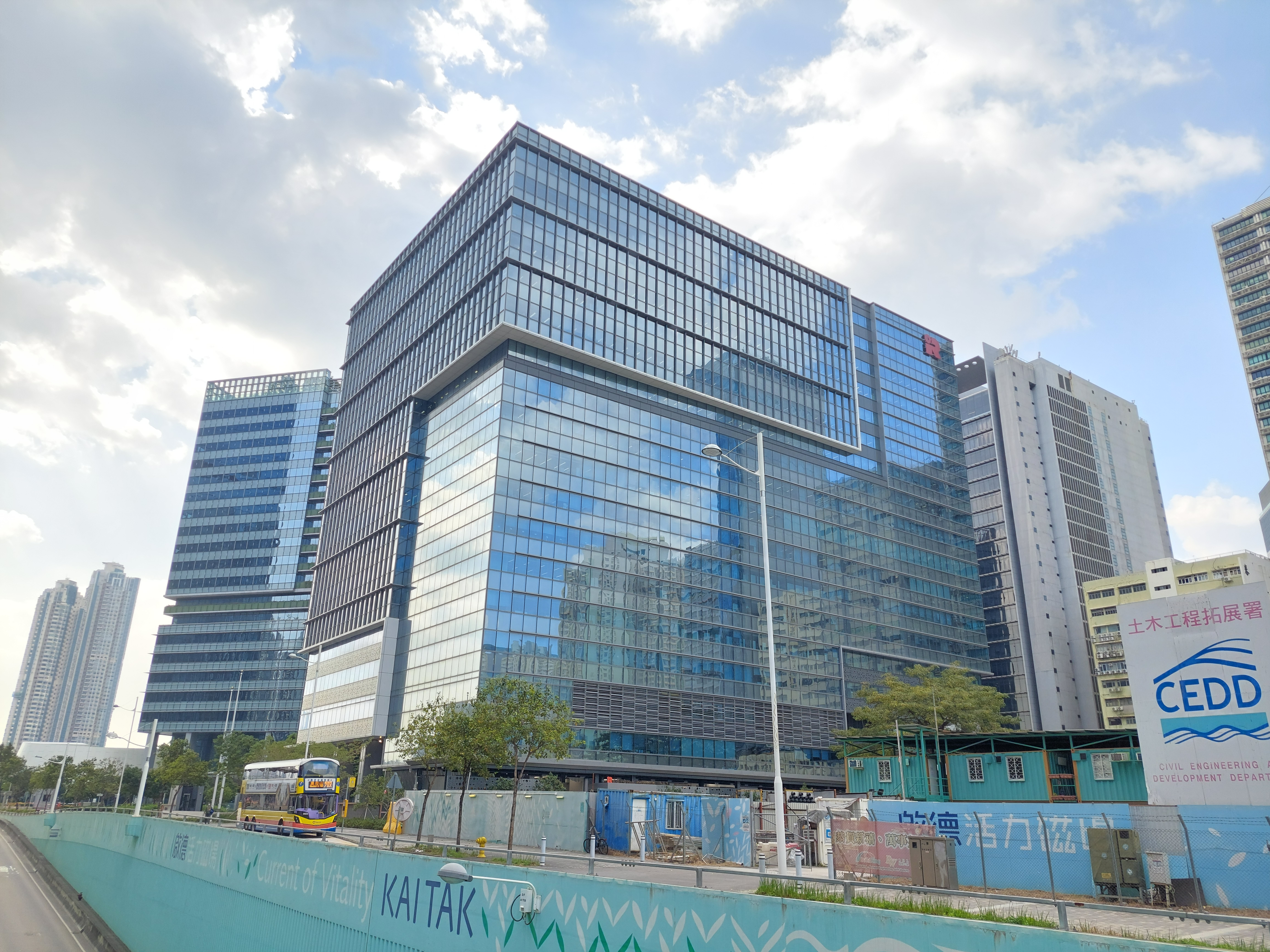
大樓東南面
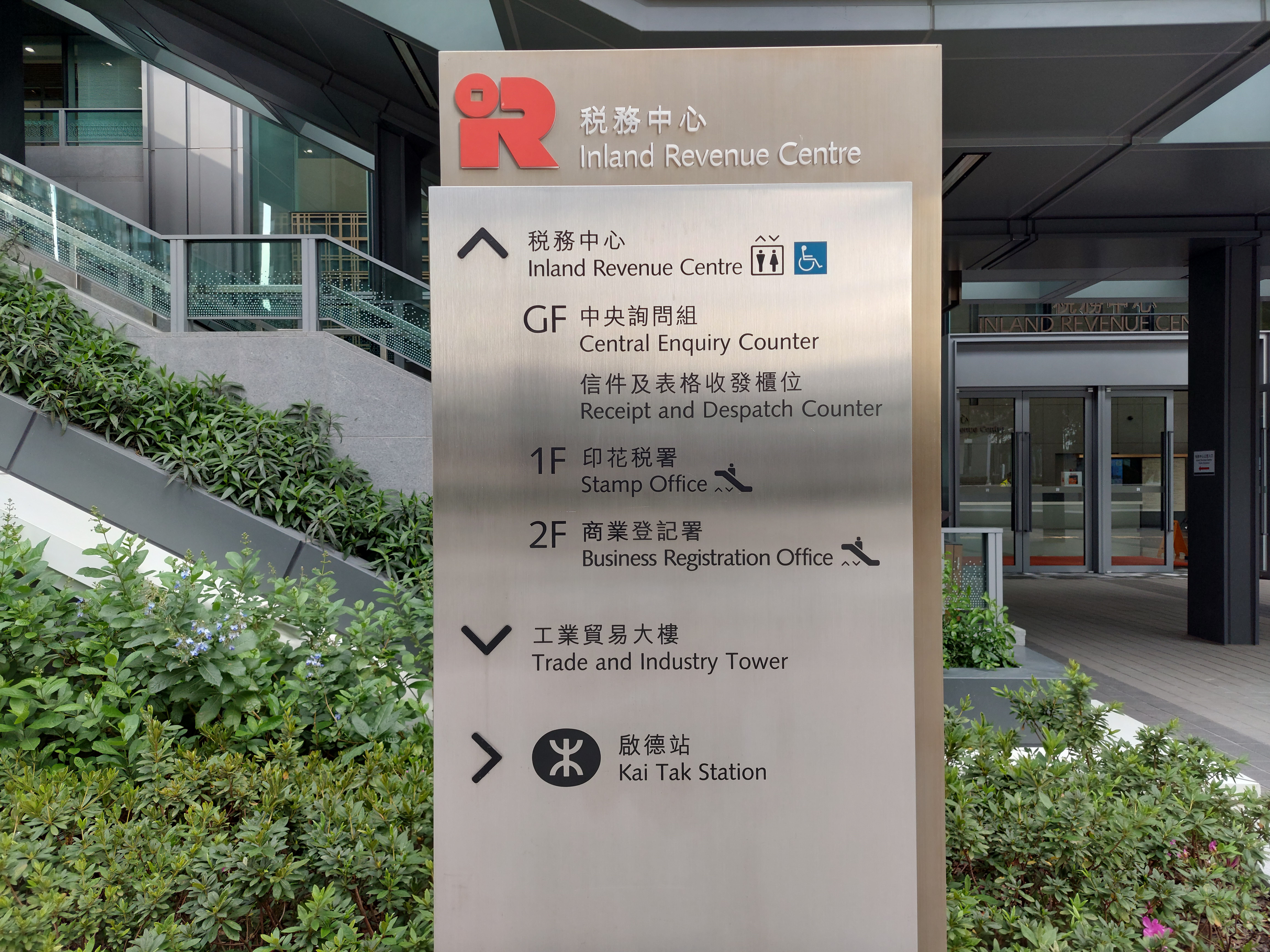
指示牌
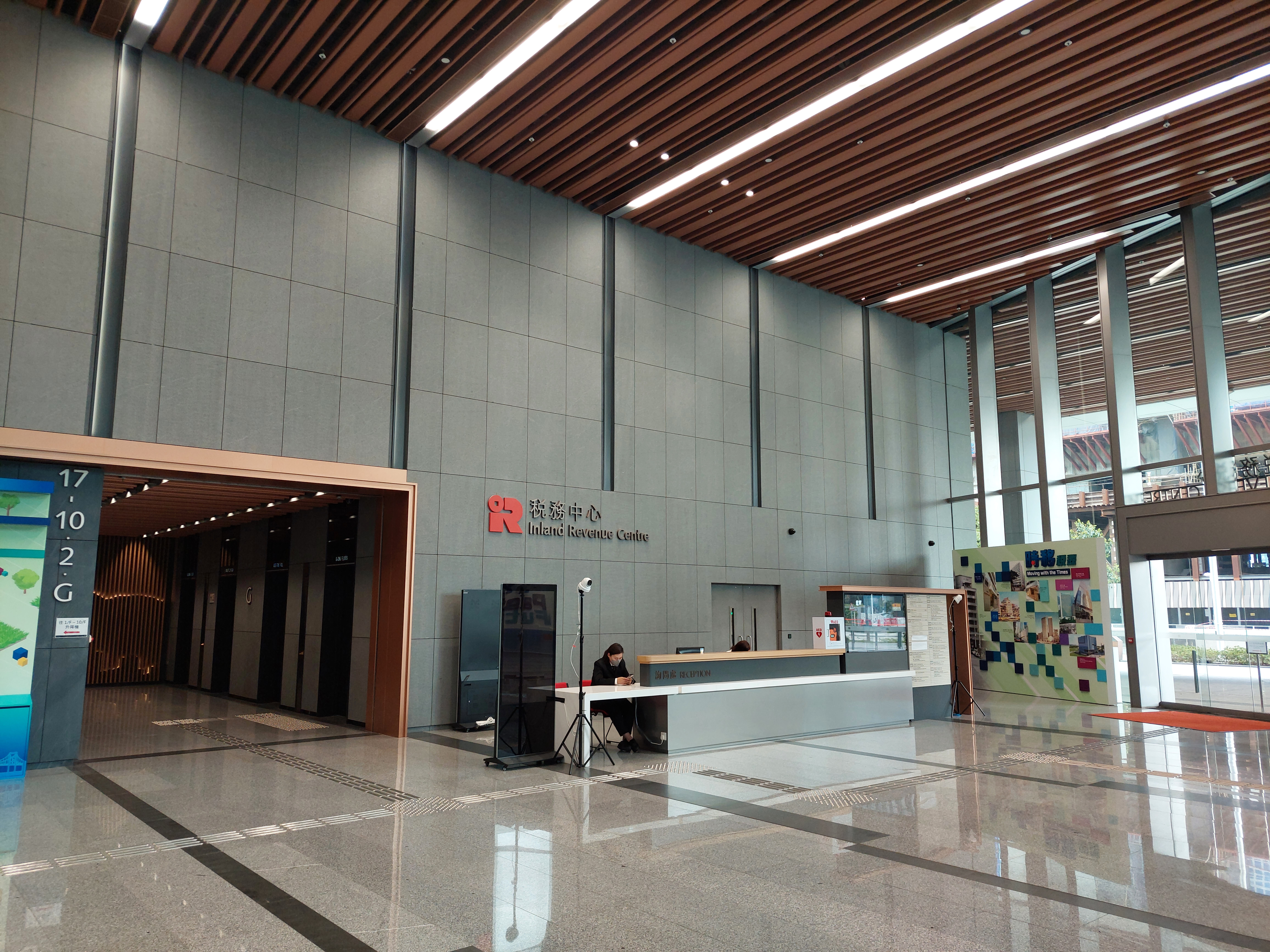
入口大堂
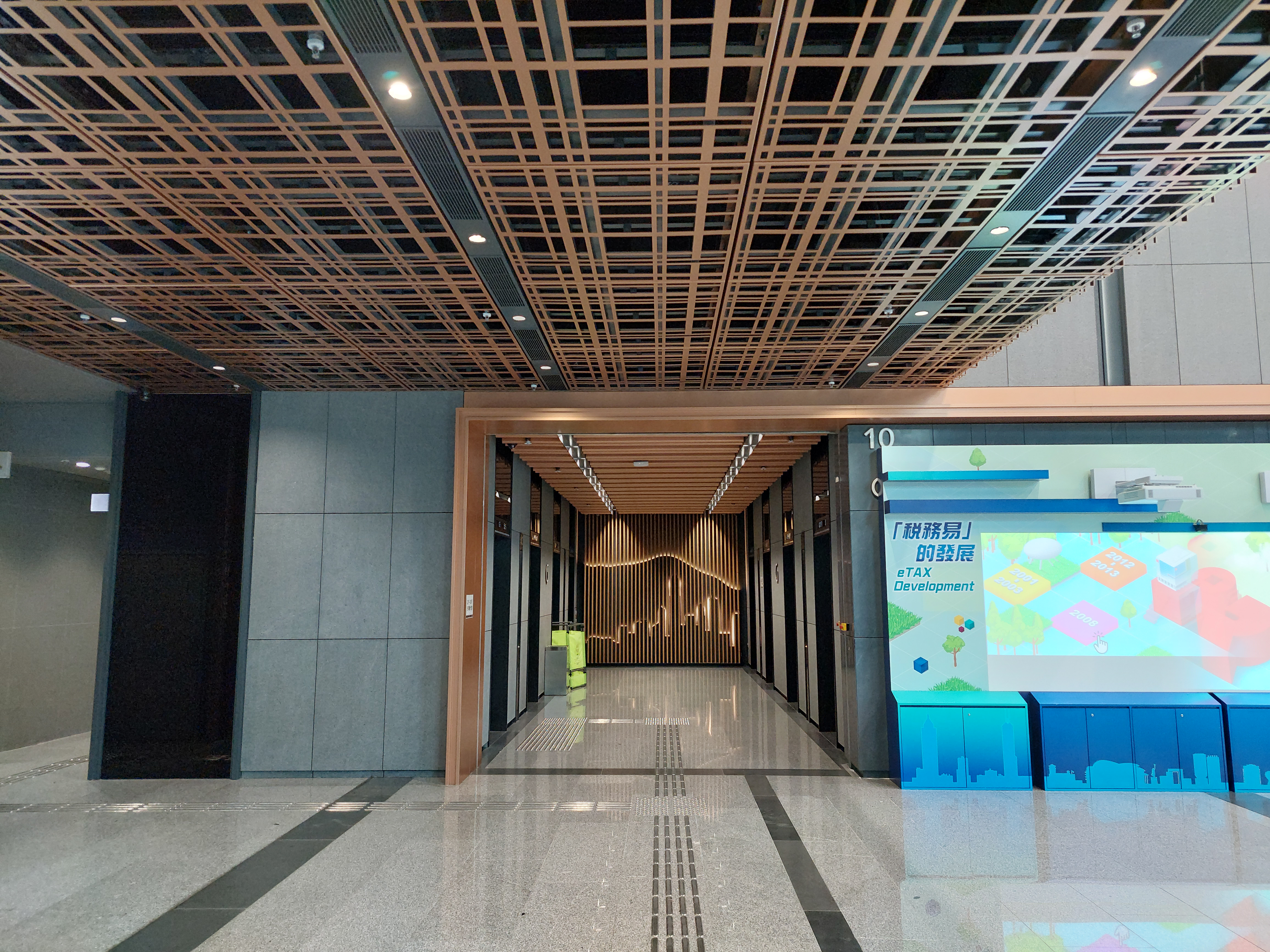
升降機大堂
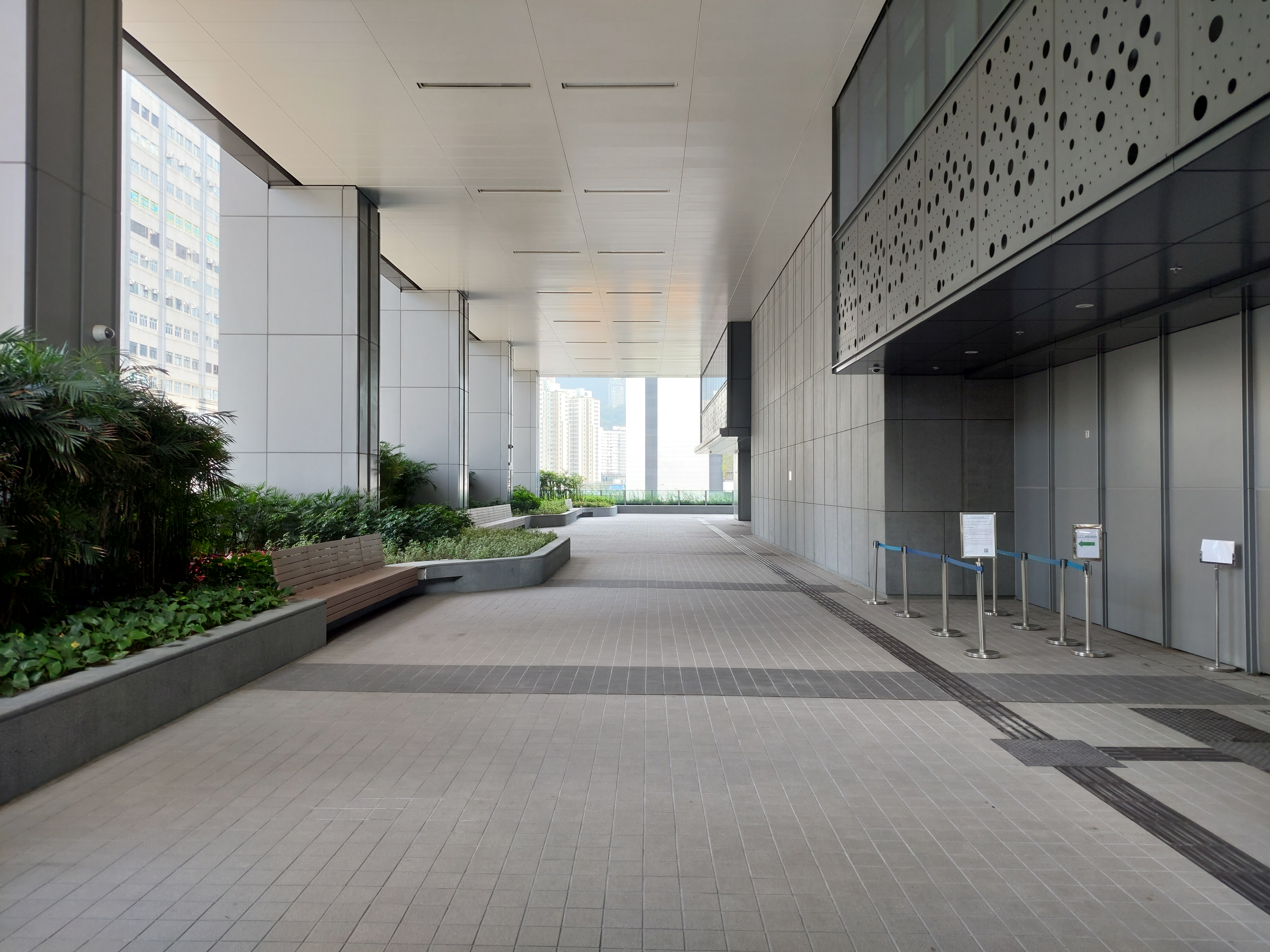
2樓空中花園
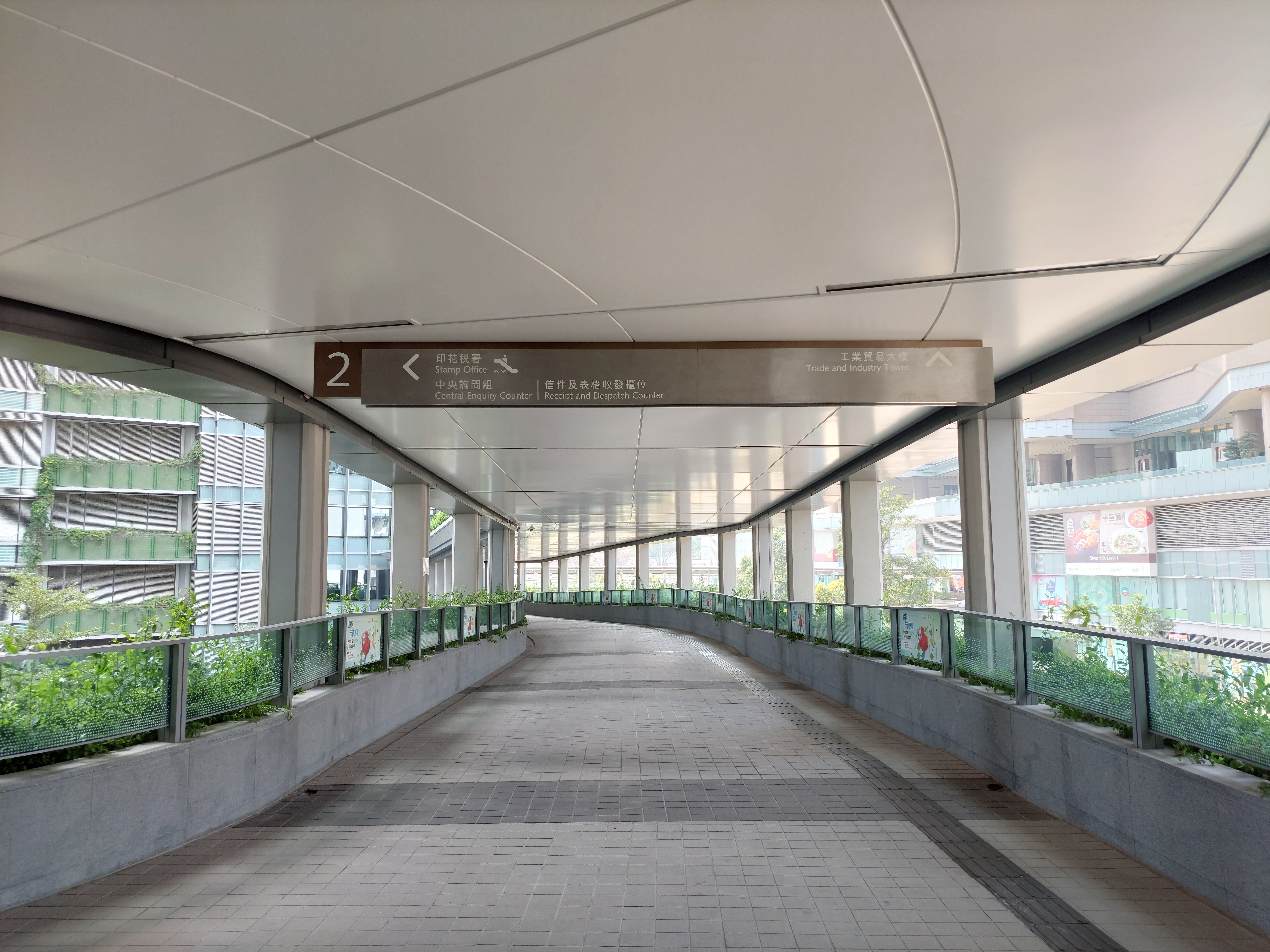
連接工業貿易大樓的天橋
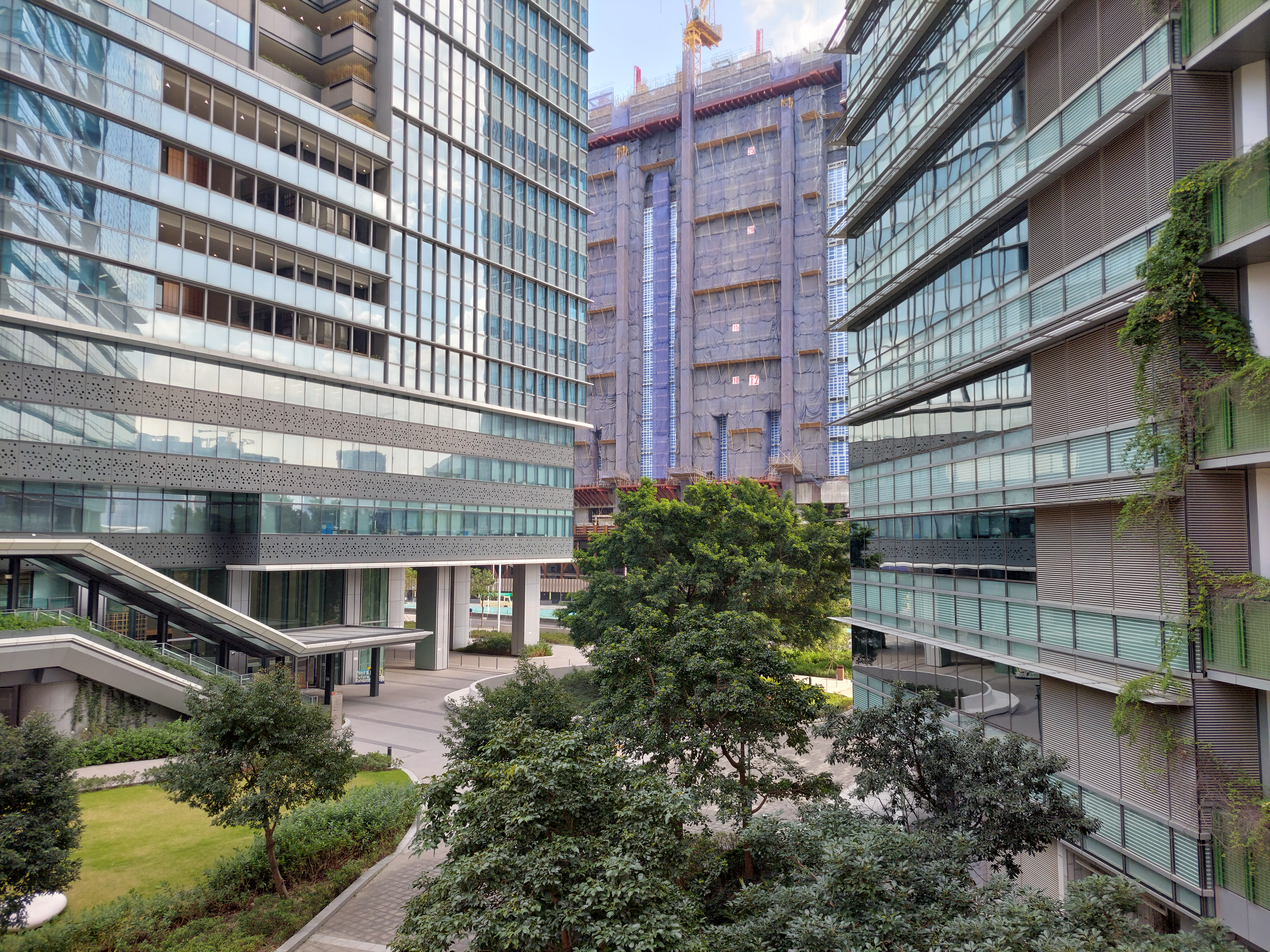
稅務中心與工業貿易大樓間的廣場
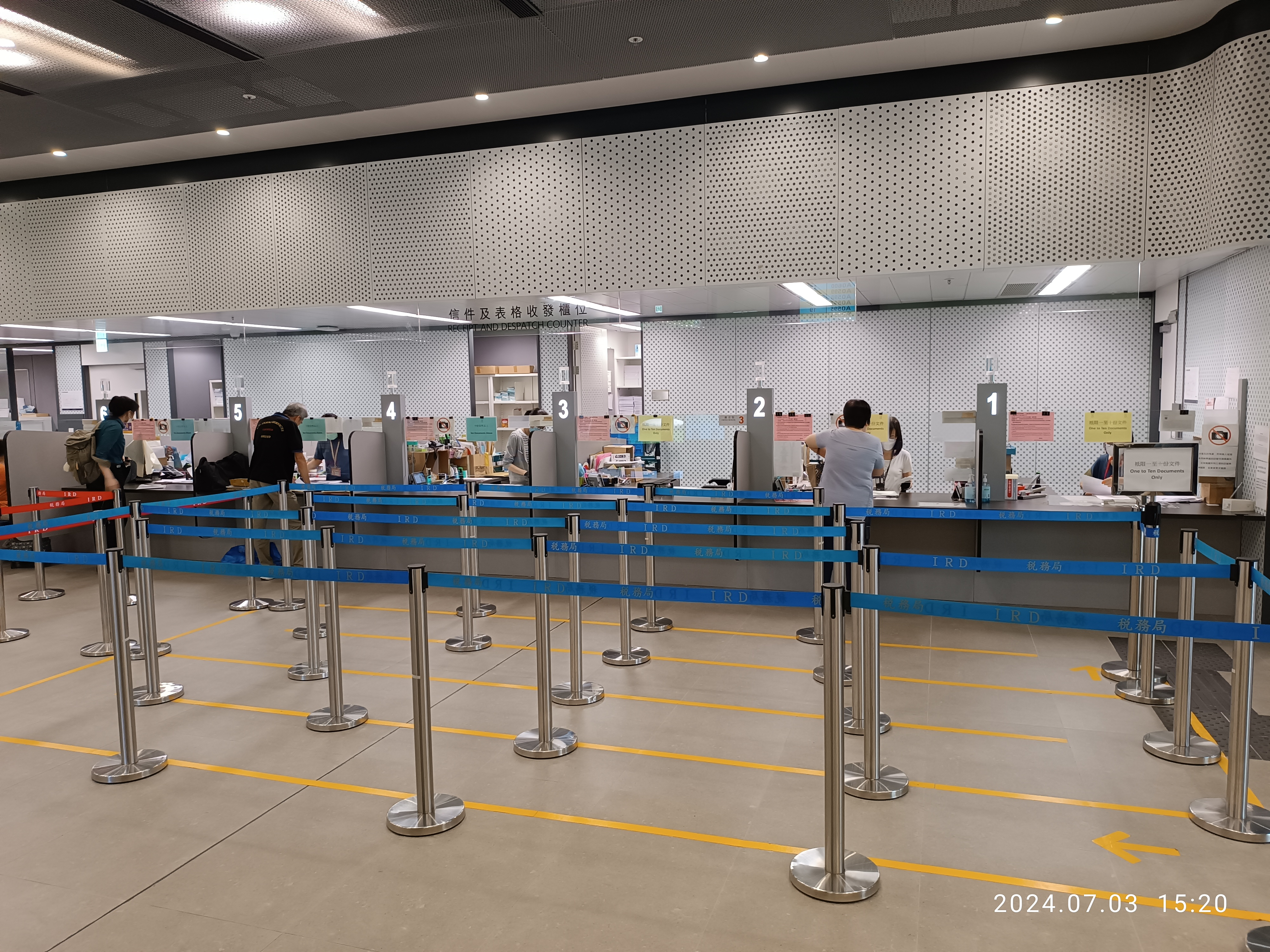
地下信件及表格收發櫃位
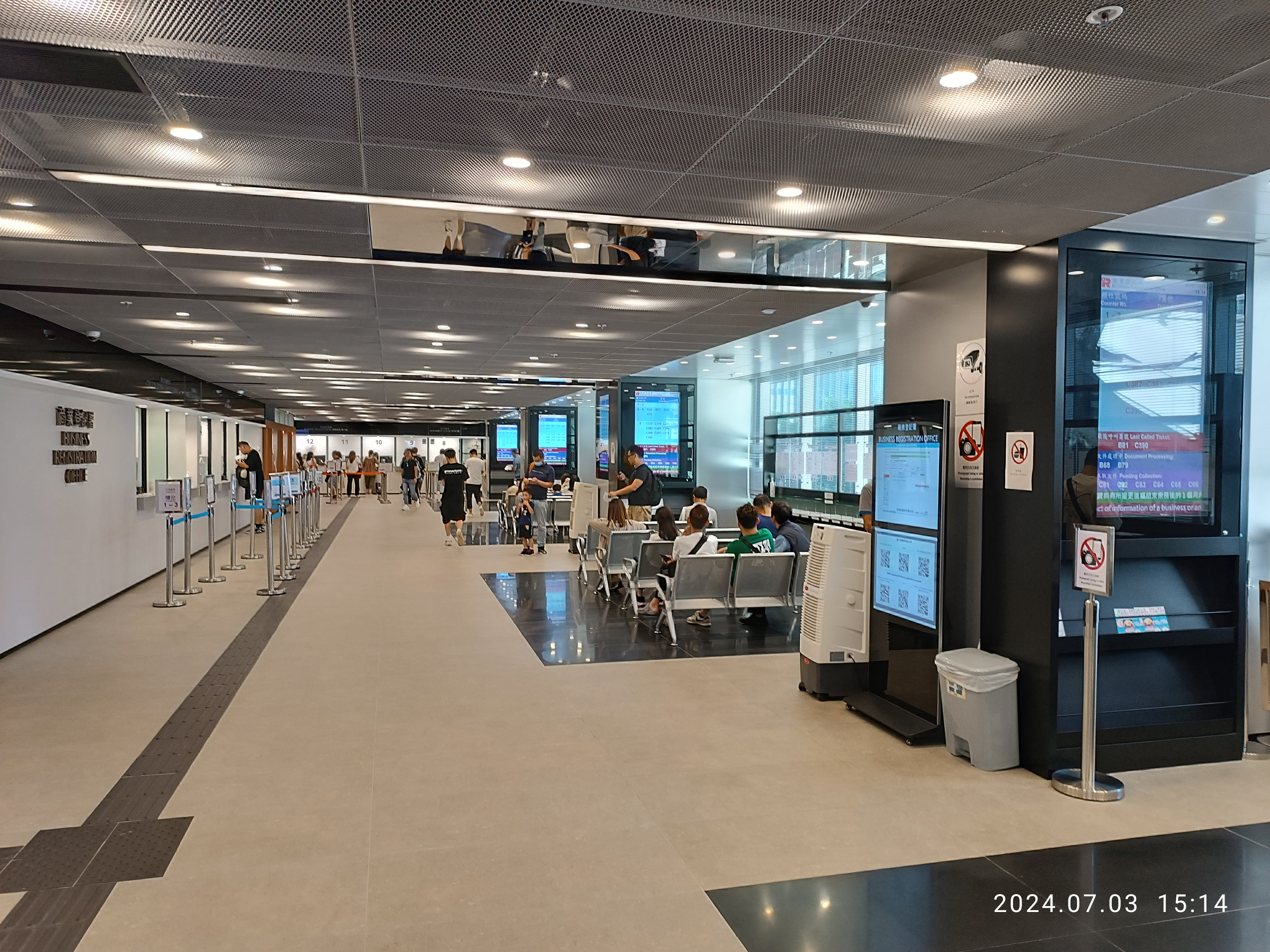
2樓商業登記署

## 興建圖集

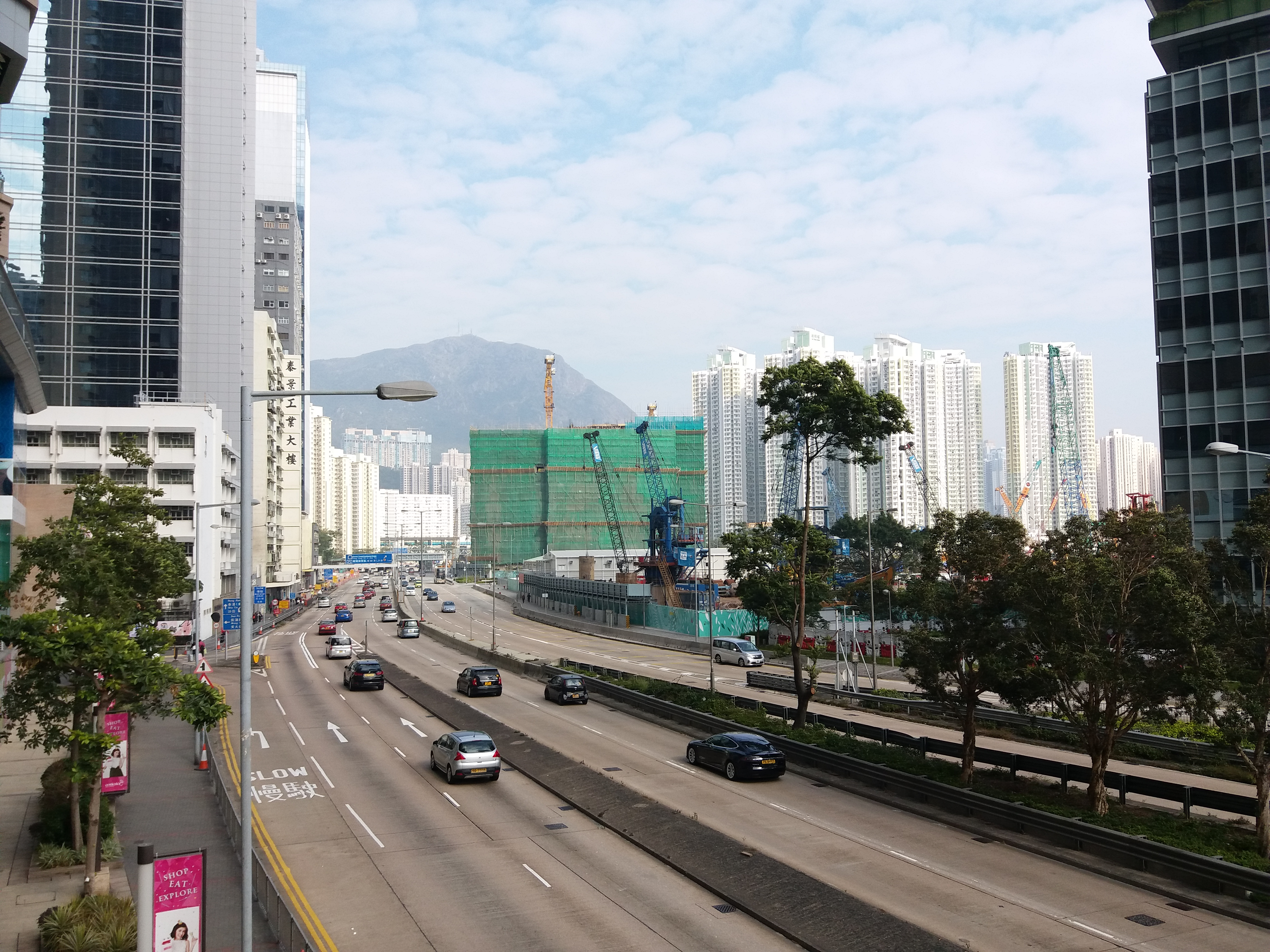
地基工程進行中（2019年1月）
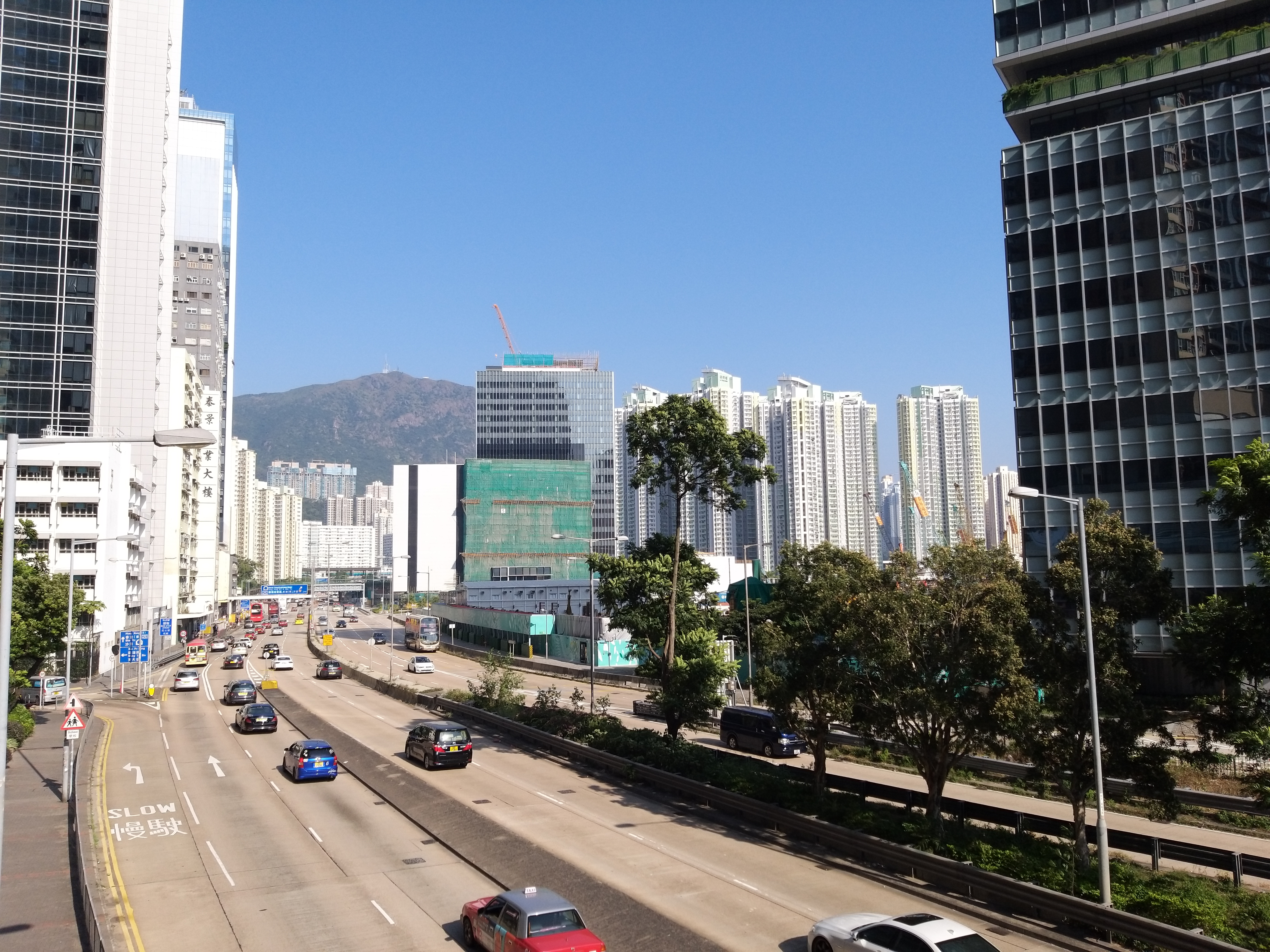
準備開始上蓋工程（2019年11月）
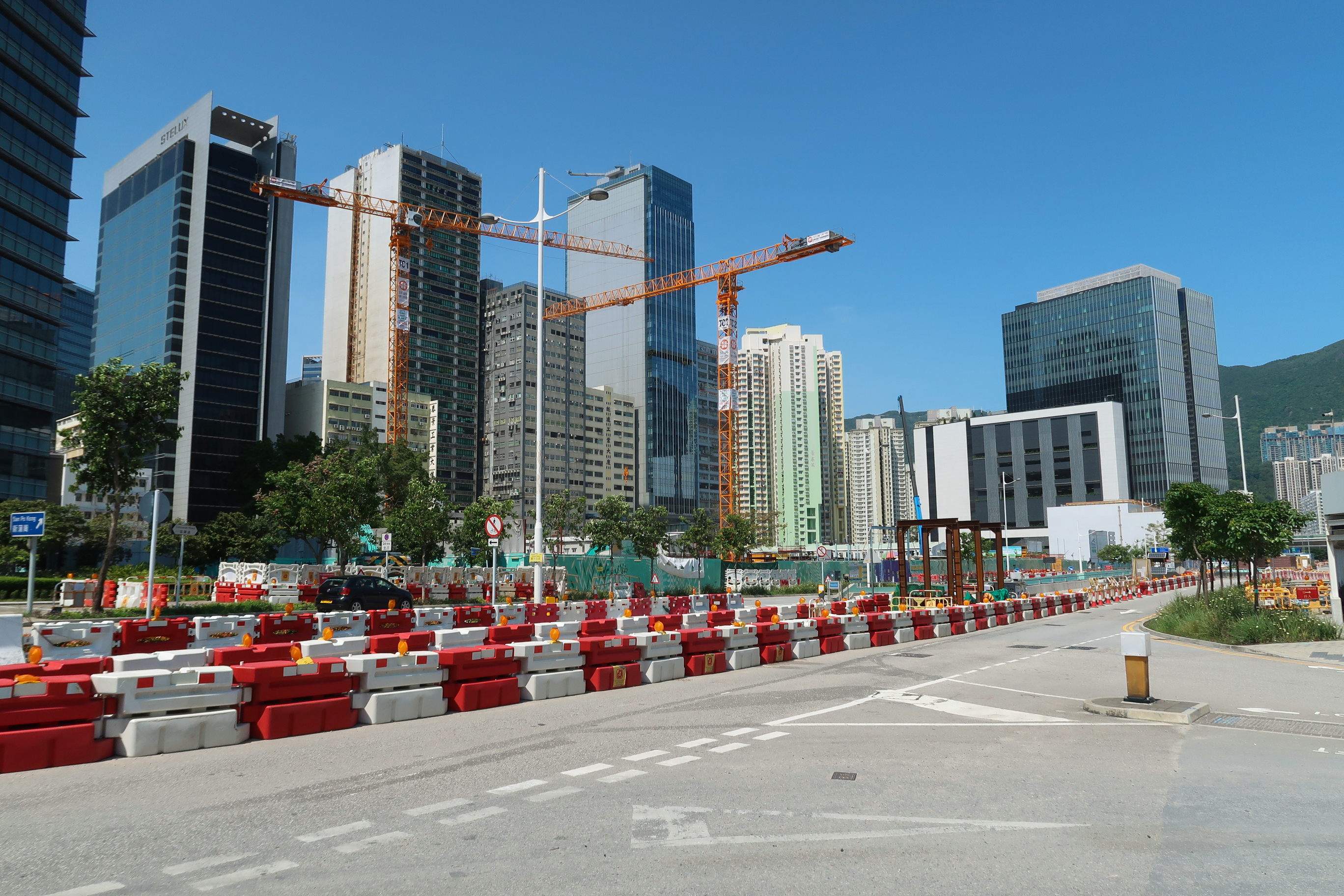
興建中的啟德稅務中心（2020年4月）
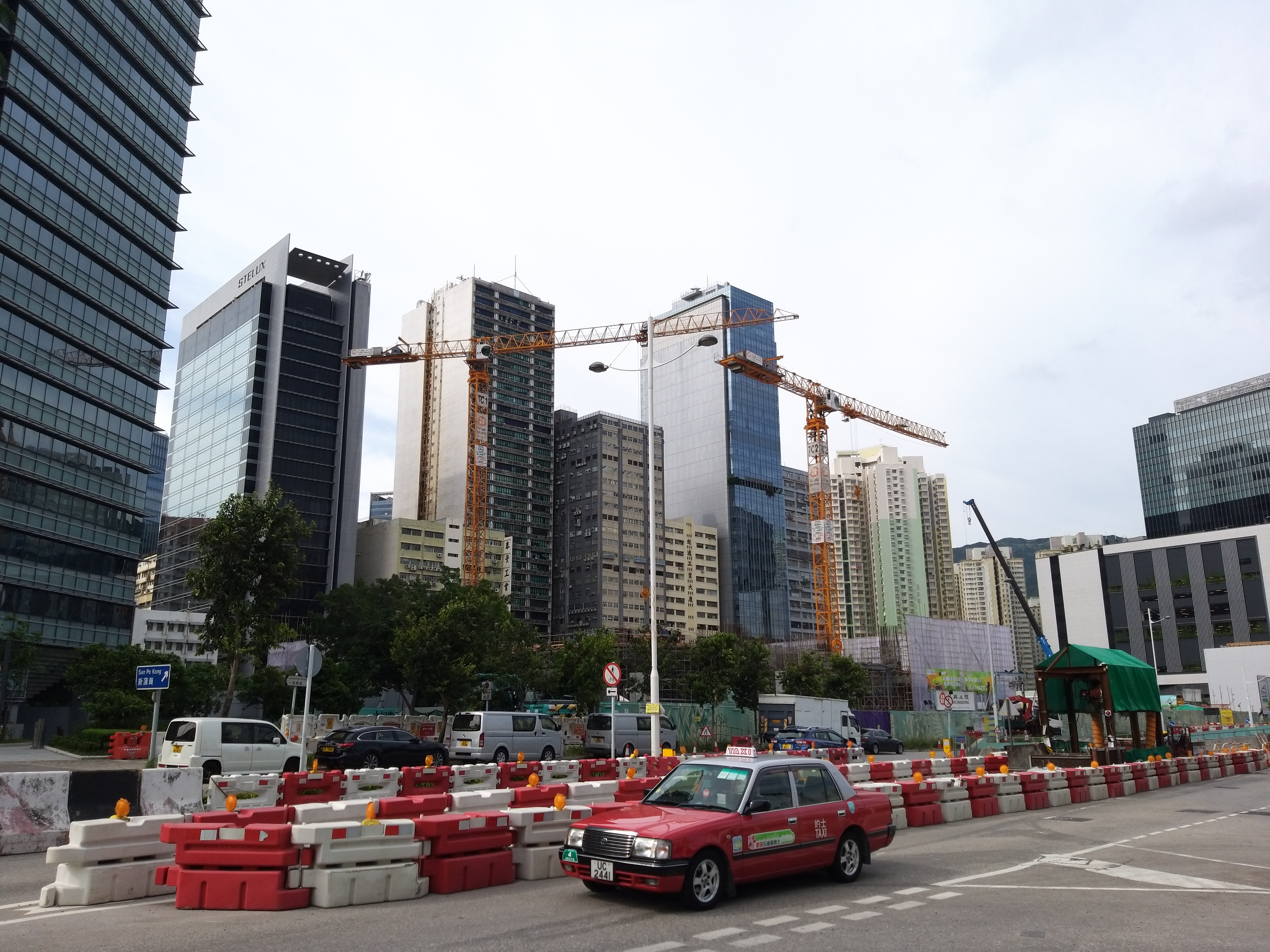
興建中的啟德稅務中心（2020年7月）
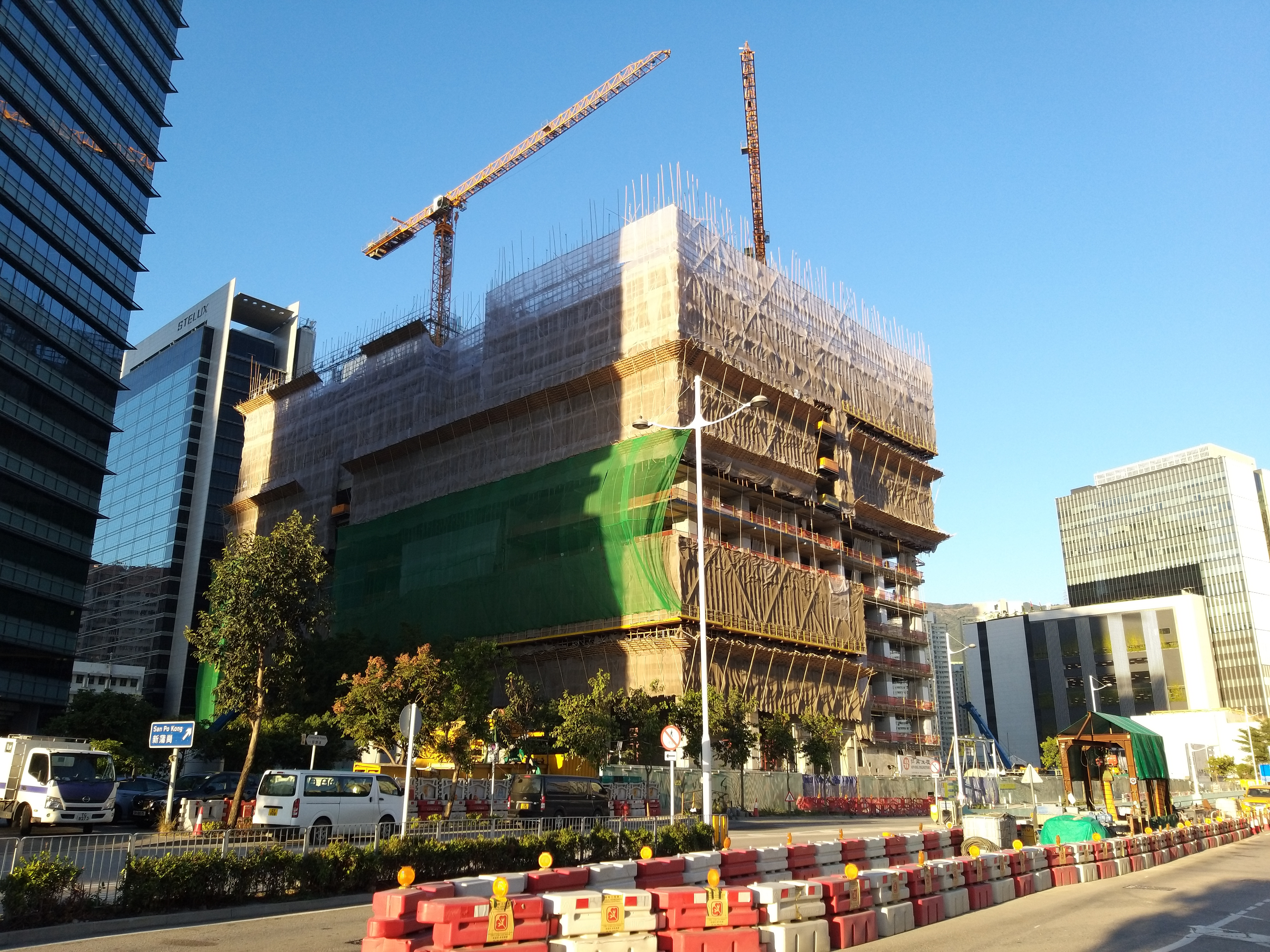
興建中的啟德稅務中心（2020年12月）
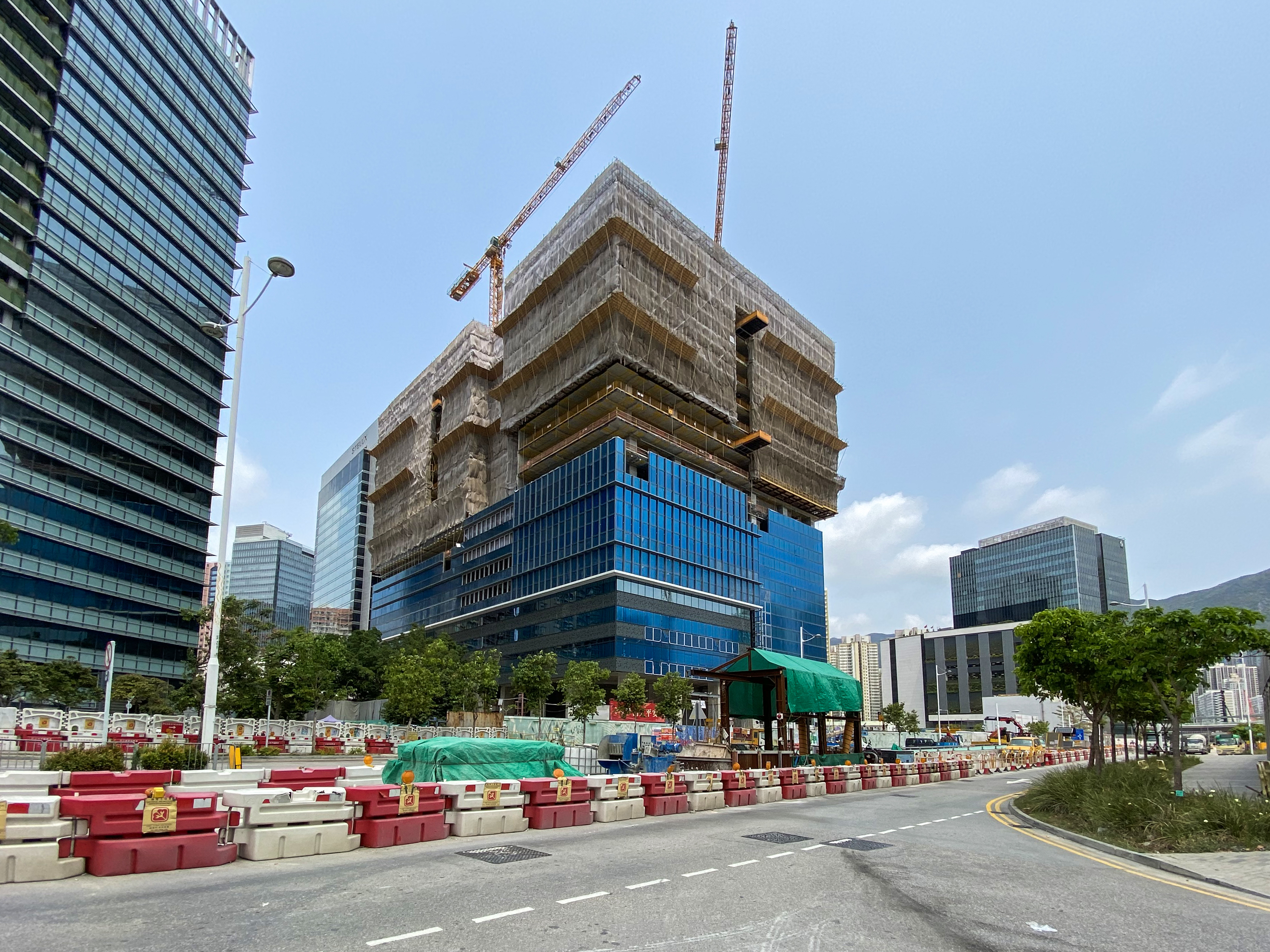
正在封頂（2021年3月）
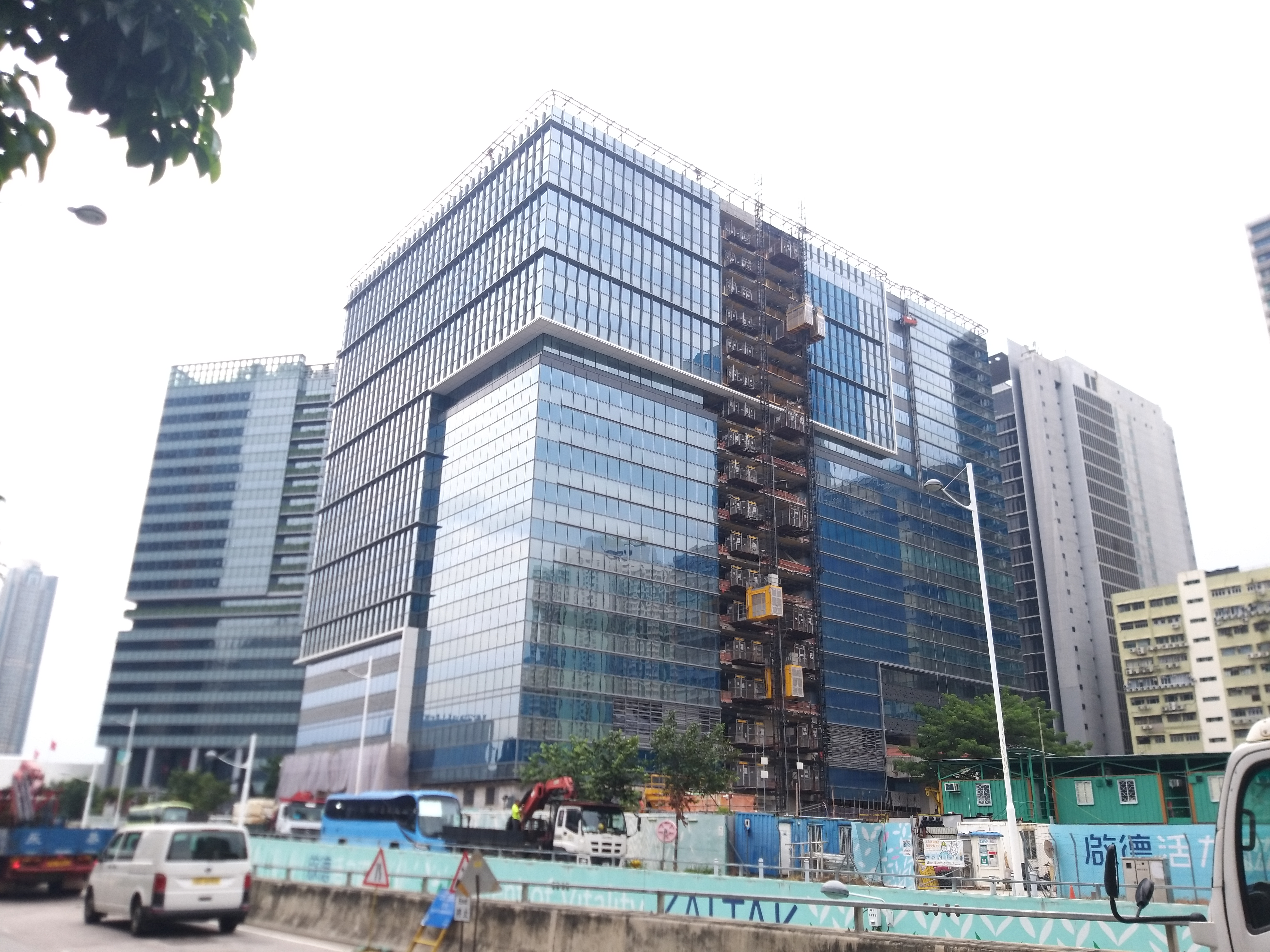
幕牆即將完工（2021年8月）
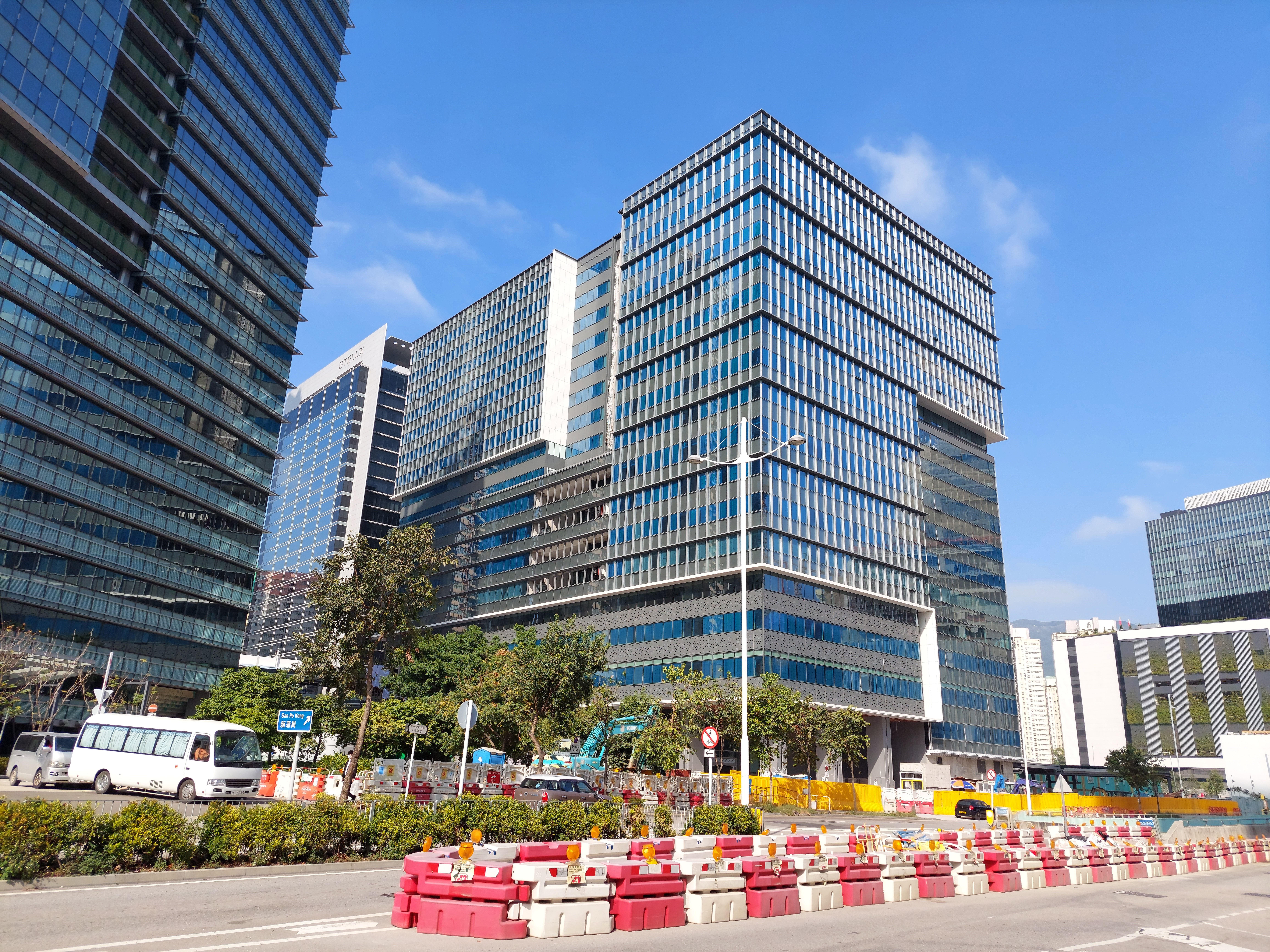
外觀大致完工（2022年1月）
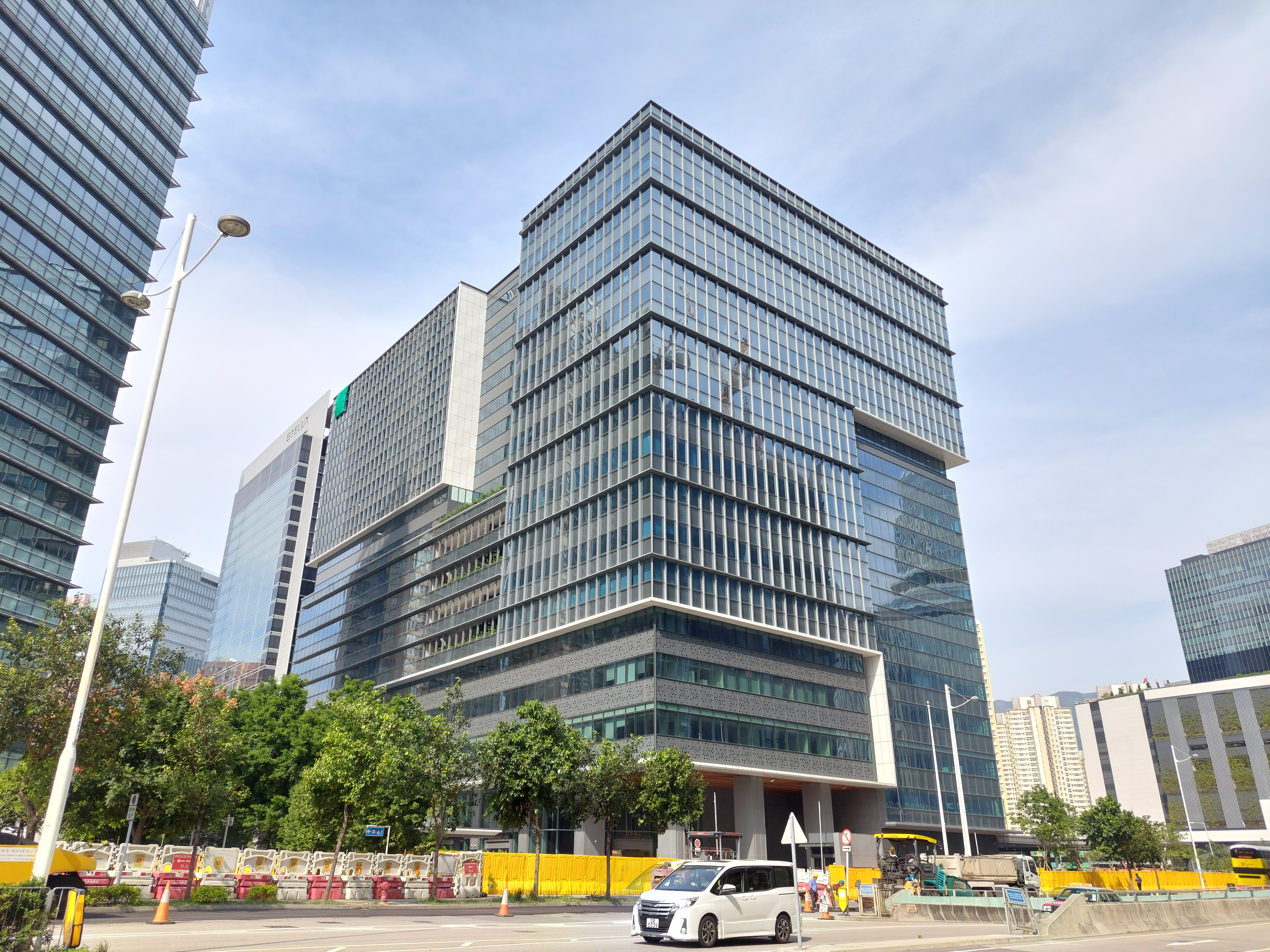
即將啟用的稅務中心（2022年10月）

## 外部連結
- 稅務局：稅務中心 （页面存档备份，存于）
- 稅務中心 綠建環評網上展覽 （页面存档备份，存于）
- 稅務局搬遷至啟德 （页面存档备份，存于）